# Nathan André Chouraqui
Nathan André Chouraqui (ʿAyn Temūshent, 11 agosto 1917 – Gerusalemme, 9 luglio 2007) è stato uno scrittore, filosofo e storico algerino con cittadinanza francese naturalizzato israeliano.

Ebreo algerino, si sentiva "cittadino del Mediterraneo". Si impegnò tenacemente nella promozione del dialogo interreligioso tra Ebraismo, Islam e Cristianesimo.

## Biografia
Uomo di legge, vitale, passionale, profondo, ha speso la sua vita scrivendo, viaggiando e perseguendo il dialogo tra le culture che si appoggiano alle tre religioni monoteiste con la consapevolezza che solo il loro mutuo riconoscimento può portare ad una pace duratura.
Nella sua vasta opera letteraria, che spazia dalla poesia alla saggistica e che gli ha valso importanti riconoscimenti, hanno un posto di particolare rilievo i saggi sull'ebraismo. La sua più importante opera resta tuttavia la traduzione ed il commento in francese della Bibbia ebraica, del Nuovo Testamento e del Corano, testi di cui si è impegnato a mettere in luce le radici comuni.
A cavallo tra mondo occidentale e orientale, ha vissuto gran parte della sua vita tra Gerusalemme e Parigi partecipando attivamente alla politiche: inizialmente come vicesindaco di Gerusalemme e consigliere del primo ministro Ben Gurion dal 1959 al 1963, quindi come promotore di associazioni per il dialogo interreligioso e come ambasciatore di un pensiero di pace nel mondo. 
Nel 1999 è stato insignito del Premio Internazionale per il Dialogo fra gli Universi Culturali.

## Opere
In Italiano:
- Ritorno alle radici, Jaca Book, 1983
- I doveri del cuore, San Paolo Edizioni, 1988
- Il pensiero ebraico, Queriniana, 1989
- Forte come la morte è l'amore, San Paolo Edizioni, 1994
- Mosè. Viaggio ai confini di un mistero rivelato e di una utopia possibile, Marietti, 1996
- Gesù e Paolo. Figli d'Israele, Qiqajon, 2000
- I dieci comandamenti. I doveri dell'uomo nelle tre religioni di Abramo, Mondadori, 2001
- Il mio testamento. Il fuoco dell'alleanza, Queriniana, 2002
- Storia del giudaismo, Gribaudi, 2002